# Perepelnîkî, Zboriv
Perepelnîkî (în ucraineană Перепельники) este o comună în raionul Zboriv, regiunea Ternopil, Ucraina, formată numai din satul de reședință.

## Demografie
Componența lingvistică a comunei Perepelnîkî
     Ucraineană (99,82%)
     Alte limbi (0,18%)
Conform recensământului din 2001, majoritatea populației comunei Perepelnîkî era vorbitoare de ucraineană (99,82%), existând în minoritate și vorbitori de alte limbi.